# Utomhusbad

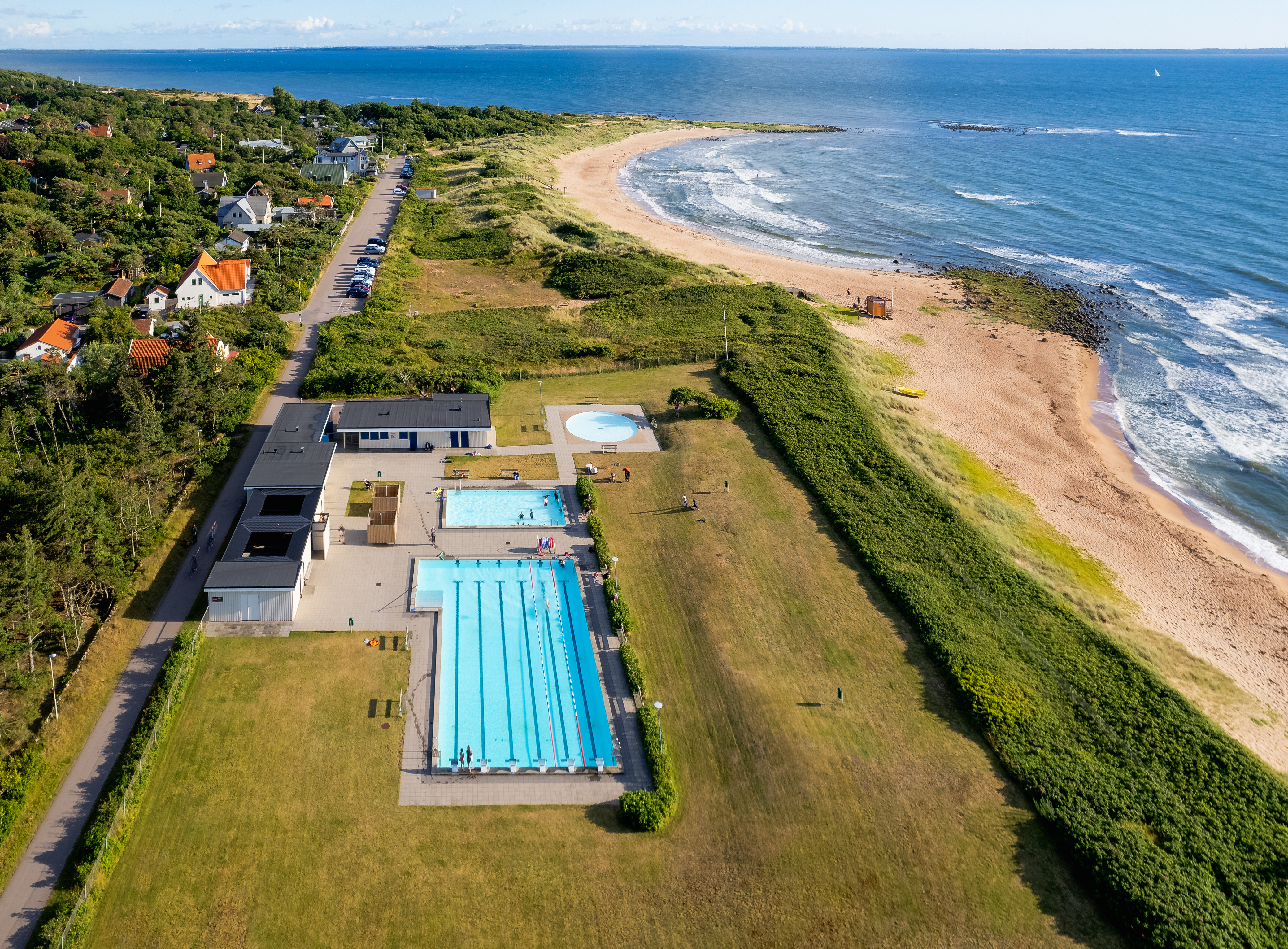
Vejbybadet i Vejbystrand

Ett utomhusbad är en anläggning med en eller flera utomhus belägna simbassänger. Det förekommer uppvärmda utomhusbassänger, men då vind och övriga väderförhållanden gör värmeförlusterna mycket större än i en inomhusbassäng är detta ovanligt. Nattetid, när badet vanligen är stängt och värmeförlusterna skulle vara som störst, täcks tempererade bassänger ofta med något slags isolerande skikt som både stoppar värmeavstrålning och avdunstning, som står för den största delen av värmeförlusten. I Sverige finansieras utomhusbaden normalt med en kombination av entréavgift och subventioner från den kommunala skatten.